# Hnífsdalur
Hnífsdalur ([ˈn̥ifsˌtaːlʏr̥])  är en liten by i kommunen Ísafjarðarbær, belägen mellan Bolungarvík och Ísafjörður i republiken Island. Den bokstavliga betydelsen av namnet är "Knivdalen". Hnífsdalur ligger 1 meter över havet och antalet invånare är 203.

## Historia
År 1910 dödade en lavin 20 människor i Hnífsdalur, en av de dödligaste på Island på 1900-talet.
Den 25 september 2010 öppnades Bolungarvíkurgöng, en 5 156 meter lång tunnel mellan Hnífsdalur och grannorten Bolungarvík.